# Xingyi
För andra betydelser, se Xingyi (olika betydelser).
Xingyi, tidigare romaniserat Hingi, är en stad på häradsnivå och huvudort i den autonoma prefekturen Qianxinan för bouyei- och miao-folken i Guizhou-provinsen i sydvästra Kina. Den ligger omkring 250 kilometer sydväst om provinshuvudstaden Guiyang.
På grund av sitt bestånd av utrotningshotade fiskar, ödlor, groddjur och däggdjur är orten listad som en av nio biologiska hetfläckar för ryggradsdjur.

## Historia
Under Qingdynastin erövrades staden av muslimska rebeller under det s.k. Panthayupproret 1856-73.

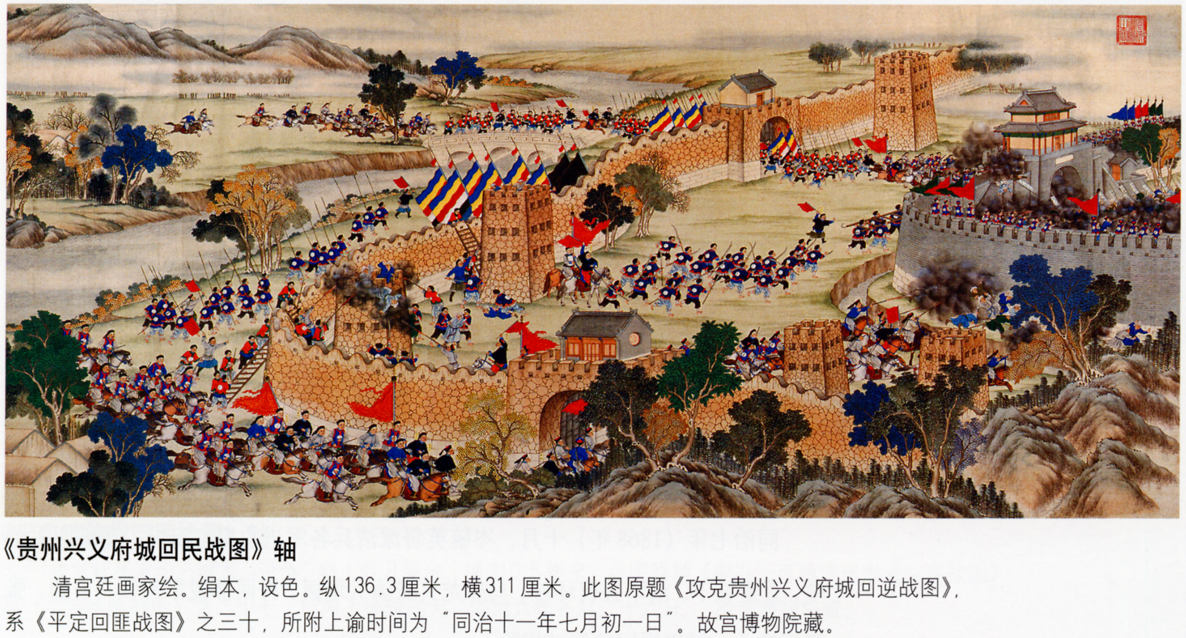
Qingtruppernas återerövring av Xingyi under Panthayupproret, 1872.

## Kända invånare
- Zhang Zhidong (1837-1909), statsman under Qingdynastin;
- He Yingqin, (1889-1987), kinesisk general i Nationella revolutionära armén.